# Monokelkobra
Die Monokelkobra (Naja kaouthia) zählt innerhalb der Familie der Giftnattern (Elapidae) zur Gattung der Echten Kobras (Naja).

## Merkmale

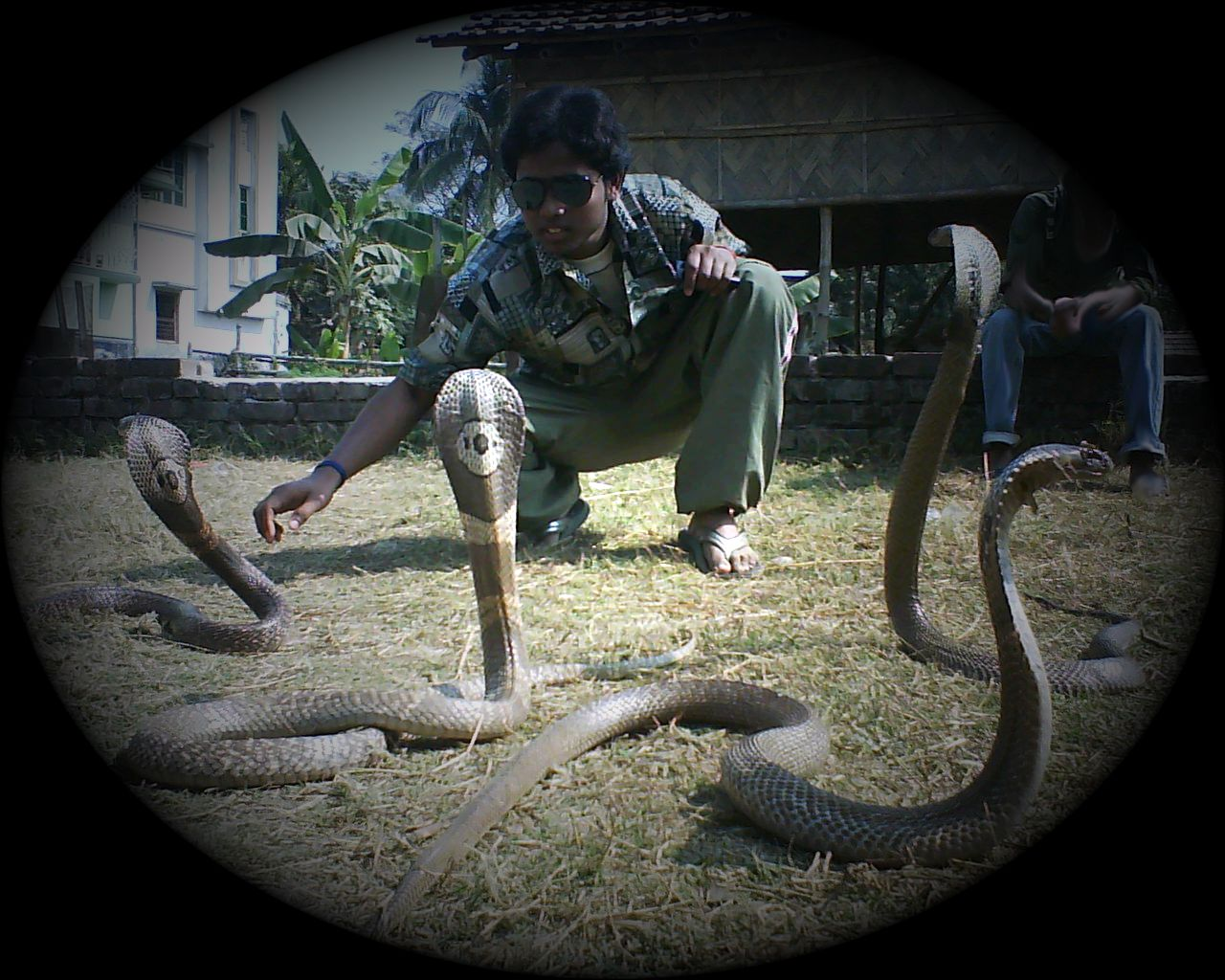
Schlangenbeschwörer mit zwei Monokelkobras (links) und zwei Brillenschlangen (rechts)

Die Monokelkobra weist einen schlanken Körperbau auf. Der Kopf ist leicht kegelförmig und setzt sich nur wenig vom Hals ab. Die Gesamtlänge der Schlange beträgt zumeist zwischen 100 und 150 cm, maximal bis 230 cm. Die Rückenschuppen sind einfarbig braun, gelegentlich schwarz. Auch albinotische Exemplare sind bekannt. Die Bauchschuppen sind gräulich und hell gefleckt. Die Monokelkobra weist große Schuppenschilde seitlich und oberseits des Kopfes auf. Sie verfügt zudem über eine Hautfalte im Nacken, welche zu einem Schild aufgespreizt werden kann und dabei auf der Rückseite ein Scheinauge zeigt, welches in seiner Form häufig an ein Monokel erinnert, worauf auch der deutsche Trivialname zurückzuführen ist.

## Lebensweise
Die bodenbewohnende Monokelkobra führt eine dämmerungs- und nachtaktive Lebensweise. Sie ernährt sich von Froschlurchen, Echsen, Vögeln, anderen Schlangen und Kleinsäugern, die mit einem Giftbiss getötet werden. Die Art pflanzt sich durch Oviparie (eierlegend) fort. Das Weibchen legt ein Gelege im Umfang von 8 bis 45 Eier in feuchtem Erdreich, Laubhaufen, unter Steinen oder morschem Holz an. Wird die Schlange bedroht, richtet sie ihren Vorderkörper auf und spreizt den Nackenschild.

## Schlangengift
Als Giftnatter verfügt die Monokelkobra über feststehende, leicht verlängerte Fangzähne im vorderen Bereich des Oberkiefers. Anatomisch betrachtet ist Naja kaouthia in der Lage, Gift zu speien, allerdings können Berichte über giftspeiende Monokelkobras nicht mit Sicherheit dieser Art zugeordnet werden. Sie produziert ein hochpotentes Toxin, welches als postsynaptisches Neurotoxin wirkt und zudem starke gewebezerstörende (zytotoxische) Eigenschaften hat. Nach einem Biss treten recht schnell Schmerzen und Schwellungen am gebissenen Glied auf, es kommt zu Verfärbungen, Blasenbildung und lokalen Nekrosen. Innerhalb weniger Minuten bis Stunden nach einem Biss treten zentralnervöse Erscheinungen auf, etwa allgemeine Benommenheit, sowie periphere Symptome wie Lähmungserscheinungen. Daneben kommt es zu Erbrechen, Diarrhoe, Bauch- und Kopfschmerzen. Die Harnstoffkonzentration steigt und es wird vermehrt Eiweiß über den Urin ausgeschieden (Proteinurie). Der Tod kann im Extremfall, etwa bei einem allergischen Schock, innerhalb weniger Minuten, meist jedoch nach circa 17 bis 24 Stunden durch Atemlähmung eintreten. Andererseits kann der Tod innerhalb von 3 Tagen auch durch Herzkammerflimmern eintreten. Die Letalität liegt unbehandelt zwischen 1 und 10 %. Behandelt wird ein Giftbiss von Naja kaouthia durch schnellstmögliche Gabe eines monovalenten (alternativ eines polyvalenten) Antivenins, wozu „Cobra antivenin“ Thai Red Cross zur Verfügung steht, und mindestens 24-stündige stationäre Behandlung und Beobachtung. Die Monokelkobra ist weit verbreitet und scheut die Nähe zum Menschen nicht. Sie ist für viele giftige Schlangenbisse in ihrem Verbreitungsgebiet verantwortlich; es werden jährlich zahlreiche Todesfälle registriert.

## Taxonomie
Erstmals wissenschaftlich beschrieben wurde die Monokelkobra im Jahr 1831 von dem französischen Naturforscher René Primevère Lesson. Bevor sie den eigenen Artstatus erhielt, wurde sie lange als Unterart der Brillenschlange (Naja naja) betrachtet. Unterarten von Naja kaouthia werden nicht verzeichnet.

## Vorkommen

Verbreitungsgebiet der Monokelkobra

Die Monokelkobra ist in Südostasien von Nordindien, Bangladesch und Südwestchina bis in den Norden Malaysias verbreitet. Der ursprüngliche Lebensraum sind die tropischen Wälder, vor allem in den Tiefebenen. Allgemein bewohnt sie jedoch auch Plantagen, Reisfelder und Gärten. Sie ist ein ausgeprägter Kulturfolger und dringt oft sogar in menschliche Behausungen ein.

## Terraristik
Naja kaouthia ist die am häufigsten in Gefangenschaft gepflegte Kobraart. Nachzuchten im Terrarium sind nicht selten. Aufgrund der hohen Giftigkeit sollte die Haltung dieser Spezies jedoch Spezialisten und zoologischen Einrichtungen vorbehalten bleiben.

## Gefährdung und Schutz
Die Art ist im Allgemeinen nicht bedroht und die Populationen sind stabil. Sie ist gemäß Washingtoner Artenschutzabkommen Anhang B geschützt.

## Belege